# 小川恵理子
小川 恵理子（おがわ えりこ、1969年2月19日 - ）は、関西地区を中心に活動するタレント。松竹芸能所属。福井県鯖江市出身、大阪府東大阪市在住。福井県立武生高等学校、大阪市立大学生活科学部児童学科卒業。放送上は「恵理ちゃん」との愛称で呼ばれることがある他、松竹芸能の後輩（主に男性）からは「恵理姉（えりねえ）」とも呼ばれている。

## 人物
小学校を卒業するまで福井県武生市（現在の越前市）、高校を卒業するまで鯖江市で過ごした後に、大阪市立大学へ進学。大学1年生の時に第4回松竹芸能新人タレントオーディションを受けたことを機に、大学へ通いながら芸能活動を始めた。
オーディションへ応募したきっかけは、『おはよう朝日です』（ABCテレビ）で山田雅人（松竹芸能に所属していた当時のレギュラー出演者）による告知をたまたま見たことによる。オーディションには同社の事情で合格しなかったが、審査員を務めた同社の幹部が、タレントとしての小川の将来性に注目。オーディション終了から数日後に、「レッスン特待生」の扱いで同社からのスカウトを受けたことによって、芸能界デビューのきっかけをつかんだ。
やがて、『青春ベジタブル』（KBS京都制作のラジオ番組）で松竹芸能の先輩・森脇健児のアシスタントを務めたことを皮切りに、『おはよう朝日です』へリポーターやアシスタントとして出演。『ざまぁKANKAN!』（よみうりテレビ、山田・森脇が司会を担当）や、『MBSヤングタウン』（MBSラジオ）でもレギュラーを務めた。
1990年代の中盤には、関西に拠点を置きながら、『大沢悠里のゆうゆうワイド』（TBSラジオ）で2年余りにわたって木曜日のアシスタントを担当。同局で冠番組『小川恵理子のハートフルパーティ』を持つなど、活動の範囲を東京にも広げていた。さらに、ABCテレビの連続ドラマ『新・部長刑事 アーバンポリス24』（関西ローカル放送）では、篠田三郎〜勝野洋が主演した時期に女優としてレギュラー出演（婦警の田口晶役）。梅田バナナホールで開催された「S・U・P・P・I・N」というタイトルの単独ライブで、全編カバー曲ながら歌を披露したこともある。
1997年、関西の社会人リーグ所属のチームにいたラグビー選手（放送上の通称は「青ちゃん」）と結婚。一時は、病気の療養などを理由に、放送の現場を離れていた。しかし、2001年10月に『元気イチバン!!芦沢誠です』（ABCラジオ）のアシスタントへ起用されたことを機に、関西ローカル向けのラジオ番組などで芸能活動を再開。同局の『桑原征平粋も甘いも』水曜日で2010年4月から11年半、ラジオ大阪の『熟メン!野村啓司です』で2015年3月30日から2018年4月24日までアシスタントを務めた一方で、ラジオ番組のパーソナリティを単独で担当することもある。ちなみに、『元気イチバン!!芦沢誠です』にも8年半にわたって出演しており、テーマソング「ハナウタ人生」の作詞・歌唱にも携わった（作曲は木曜レギュラーだったばんばひろふみ）。
2012年1月には、公式ブログを開設した。また2013年夏より合気道を始め、2年で初段、5年で三段を取得したものの、2019年で止めたという。
2022年末より更年期障害と思われる身体の不調（頭皮の痒みなど）を覚え、当時の松竹芸能の先輩・内海英華に2023年3月25日開催の本人プロデュース公演（『hanashikaの時間。』アシスタント集合企画）で共演した際に相談したところ、ホルモン療法を勧められ、それに先立って婦人系のがん検診（女性ホルモン投与によって発症のリスクが高まるため）を受けた際、右乳房にがんが見つかる。幸いにも（手術しないと判明しない部位以外の）転移は認められず、姉も乳がん経験者ということで懸念された変異性遺伝子検査も陰性だったが、患部の位置の都合により7月26日に右乳房全摘および再建準備の手術を受けた。そこでも転移は認められず、がんの性質も化学療法が不要と診断されたことから、8月15日の『hanashikaの時間。』より仕事に復帰した。2024年5月には右乳房再建手術を受けた。

## 出演番組
- hanashikaの時間。 - 火曜日アシスタント（ラジオ大阪、2019年4月2日 - ）
- 笑福亭松喬の笑えば大吉 - パートナー（ラジオ大阪、2024年4月2日 - ）
  - 笑福亭松喬とのコンビで2021年10月から出演していた『Hit&Hit!』（平日午後帯の生ワイド番組）の金曜分を、放送曜日（火曜日）とタイトルを変更したうえで単独番組として継承。出演日には、本番終了の1時間5分後（18:00）から『hanashikaの時間。』にも登場している。
- とらぶる?トラベル! - ナレーター（関西テレビ、2016年 - ）ますだおかだと桂ざこばによる年末恒例の旅番組。
- 恵理子とかみじょう　初球セーフティバント!! - 松竹芸能の後輩芸人であるかみじょうたけしと共同でパーソナリティを担当（Radiotalk、2021年 - ）
  - 地上波のラジオでは、2023年5月7日（日曜日）の『MBSベースボールパーク番外編』（MBSラジオ）内で初めて放送。
- 宇野さんと小川さん。 - 宇野ひろみと共にパーソナリティを担当（ABCラジオ）
  - 「原石発見ラジオ! タメスバ『宇野さんと小川さん』」という特別番組としての放送（2023年11月26日・12月3日および2024年5月26日）を経て、『播戸竜二のバン!バン!バン!』の後番組として、2024年10月5日から毎週土曜日の12:30 - 13:00に編成。

## 過去の出演番組

### テレビ
- ざまぁKANKAN!（よみうりテレビ）
- おはよう朝日です（ABCテレビ、1988年4月 - 1992年3月）
- 新・部長刑事 アーバンポリス24（ABCテレビ、1990年 - 1995年）
- 痛快!スポーツBOX（ABCテレビ）
- 朝ダッシュ!（MBSテレビ）
- 日本全国福むすび（福井テレビ、2019年6月14日）同年5月29日放送の『粋甘』オープニングにて「福むすび隊長」桑原達秋（桑原征平の長男で福井テレビ総務部在籍）が飛び入り出演した模様を放送。

### ラジオ
- ぴったぱっとアポロ（ラジオ大阪）デビュー番組で、森脇とともに中継リポーターを担当。
- 土曜の朝はあいこでホイ!（ラジオ大阪）
- 青春ベジタブル（KBS京都）
- 週間アクセスミエリ（KBS京都）
- 小川恵理子のハートフルパーティ（TBSラジオ）
- 大沢悠里のゆうゆうワイド（TBSラジオ、1993年4月 - 1996年12月、木曜日パートナー）
- 余談タイムズ（TBSラジオ、1990年10月 - 1992年3月）
- MBSヤングタウン月曜日（MBSラジオ、1993年4月 - 12月）
- 元気イチバン!!芦沢誠です（ABCラジオ、2001年10月 - 2010年4月）
  - 元気イチバン!!ぶっちぎりプレーボール（ABCラジオ）
- ベストカセットリクエスト（ABCラジオ、2008年7月6日 - 2008年9月28日）
- コミケ先生のファンタジー・クック!（ABCラジオ、2008年11月 - 2009年3月）
- サンデーミュージックアワー 浦川泰幸の気分はトレンディ!（ABCラジオ）河島あみるの代役として出演。
- 桑原征平粋も甘いも - 水曜日アシスタント（ABCラジオ、2010年4月 - 2021年9月22日）
  - 小川の公式ブログでは、出演日の翌週もしくは翌々週に、「粋甘直前」で始まるタイトルの記事を必ず掲載。メインパーソナリティの桑原征平を初めとする番組関係者との写真など披露していた。
  - 2011年12月14日の放送中に、サプライズ企画で『せのぶら!』（ABCテレビ）を撮影。その模様が2012年1月4日の『せのぶら!新春スペシャル』で放送されたことで、自身10年振りのテレビ番組出演を果たした。
  - 2012年から2013年までは、14時台前半のコーナー「私の通信簿」で「松竹二十五年物語」（当初のタイトルは「松竹二十四年物語」）を放送。上記のエピソードなどを披露しながら、自身の半生・芸能生活および芸人・タレントとの交流を振り返っていた。
  - 桑原の高校時代の同級生である宮川大輔の実父（通称「タローちゃん」）が、「小川のファン」としてたびたび話題に登場。スタジオや公開生放送でも共演していた。
  - スペシャルウィーク期間中の2024年12月11日には、毎週水曜夕方の『宇野さんと小川さん。』の収録前に、宇野ひろみと共に番組オープニングにゲスト出演。
- 大爆笑!ラジ関寄席 - パーソナリティ（ラジオ関西）
  - 『おもしろ神戸・ラジ関寄席』時代の2010年10月から出演。2013年7月から2015年3月までは、松竹芸能 DAIHATSU MOVE 道頓堀角座で月に1回開催される公開収録落語会でも、オープニングの進行役や演者へのインタビュアーを務めていた。
- ようこそ!伊藤史隆です（ABCラジオ、2011年1月15日）林智美の代役として出演。
- ドクター西川潔の幸せクリニック（ラジオ大阪、2013年4月から1クールおきに放送）
- 2014年新春スーパーワイド第2部「森脇健児の新春!!走るラジオ2014」（ABCラジオ、2014年1月1日）森脇、かみじょうたけしと共演。
- よなよな…（ABCラジオ）2014年12月1日にカンボジア滞在中の森脇の代役を、かみじょうと共に担当。2016年1月25日に遅い夏休み中の乾麻梨子（ABCアナウンサー）の代役を担当。
- 2015年新春スーパーワイド第2部「浦川泰幸・小川恵理子のワンニャンリクエスト」（ABCラジオ、2015年1月1日）「犬好き」を公言している浦川泰幸（ABCアナウンサー）と共演。
- OBCドライビングLabo（ラジオ大阪、2014年10月 - 2015年8月）
- 熟メン!野村啓司です - アシスタント（ラジオ大阪、2015年3月30日 - 2018年4月24日）
  - 2018年3月までは月 - 水曜日、同年4月のみ月・火曜日に出演。2019年4月から火曜日にアシスタントを務める『hanashikaの時間。』は、後番組に当たる。
- 武田和歌子のぴたっと。（ABCラジオ、2016年3月31日）「あっちこっちアズマッチ! わらしべ長者への道」に出演。
- ラジオ演芸もん（ABCラジオ）「演芸アドバイザーXさん」としてゲスト出演。
  - 2017年4月30日・5月7日放送分（共演：チキチキジョニー）
  - 2018年7月15日・7月22日放送分（共演：ボルトボルズ）
- 北野誠のズバリ（CBCラジオ、2019年7月4日・10月3日・11月7日）産休中の氏田朋子の代役として出演。
- "新しいおとな"の朝に! ハッピー・プラス（ラジオ大阪、2021年2月24日）放送500回記念でゲスト出演。
- Hit&Hit! - 金曜日アシスタント（ラジオ大阪、2021年10月29日 - 2024年3月29日）
  - 『熟メン!』終了後の2020年4月から金曜日のパーソナリティを務めていた野村啓司（毎日放送出身のフリーアナウンサー）が体調不良を理由に降板を申し入れたことを背景に、自身と同じ松竹芸能所属の笑福亭松喬が野村の後任に起用されたことに伴って出演を開始。担当曜日こそ異なるものの、『粋も甘いも』からの降板以来1ヶ月振りに、在阪ラジオ局で平日の14時台に放送される生ワイド番組へのレギュラー出演を再開した。
- おとなりさん（文化放送、2022年8月12日）金曜9時台のコーナー「教えて!全国☆ラジオスター」にゲスト出演。
- ABCラジオホリデースペシャル『ますだおかだ増田 もういっこの土曜日』（ABCラジオ、2023年9月23日）中継リポーターとして出演。
- ドッキリ!ハッキリ!Changeの瞬間です（ABCラジオ、2023年10月29日）
  - 『ドッキリ!ハッキリ!三代澤康司です』と『Changeの瞬間〜がんサバイバーストーリー』の合同特番で、番組後半のスタジオゲストとして出演。特番放送4日前の「ピンクなエミ」（『ドキハキ』で毎月最終水曜日に放送されている乳がん検診啓発コーナー）では、尺の都合でカットされた小川のトーク（乳頭の再建について）を本編に先立って放送した。
- 桂りょうばの落語トラベル（ABCラジオ、2024年10月14日・10月21日） - 前々週（10月5日）からレギュラー放送を始めていた『宇野さんと小川さん。』のPRを兼ねて、宇野と揃って「案内人」（ゲスト）として出演。

以下の番組には、2024年10月5日に開催されたトークライブ「恵理子ちゃんと植山ちゃん〜♥私たち笑って乳がん乗り越えるデオ♥〜」の告知を目的にゲストで出演。
- ヤマヒロのぴかッとモーニング（MBSラジオ、2024年9月18日） - 単独で出演
- Clip（ラジオ関西、2024年9月20日） - 天然もろこし（松竹芸能での後輩に当たる漫才コンビ）のメンバーで、小川と同じ時期に乳がんの罹患を公表していた「植山ちゃん」（植山由美子）と揃って出演。
- 兵動大樹のほわ〜っとエエ感じ。（ABCラジオ、2024年9月27日） - 同上
- 征平・吉弥の土曜も全開!!（ABCラジオ、2024年9月28日）- 同上